# Ichthyomys hydrobates
Ichthyomys hydrobates är en däggdjursart som först beskrevs av Herluf Winge 1891.  Ichthyomys hydrobates ingår i släktet fiskråttor, och familjen hamsterartade gnagare. Inga underarter finns listade i Catalogue of Life.
Arten är med en kroppslängd (huvud och bål) av 134 till 182 mm och en svanslängd av 125 till 150 mm lika stor som andra medlemmar av samma släkte. Viktuppgifter saknas. Bakfötterna är 30 till 36 mm långa och öronen är 8 till 10 mm stora. Hos några exemplar har glest fördelade hår i den gråbruna pälsen på ovansidan ljusa spetsar vad som ger ett spräckligt utseende. Undersidans päls har en silvergrå till vit färg. Vid bakfötternas och fingrarnas kanter förekommer en kam av borstiga hår. Påfallande är de smala framtänderna.
Denna fiskråtta förekommer i bergstrakter i nordvästra Sydamerika från Venezuela till Ecuador. Arten vistas i regioner som ligger 600 till 2700 meter över havet. Habitatet utgörs av molnskogar och andra fuktiga skogar.
Individerna är aktiva på natten. De går på marken och har bra simförmåga. Födan utgörs av kräftdjur och vattenlevande blötdjur. Fortplantningssättet är okänt. Arten delar reviret med nära släktingar som Neusticomys monticolus och Neusticomys mussoi.
Landskapsförändringar och vattenföroreningar påverkar beståndet negativt. Populationens minskning bedöms som måttlig. IUCN kategoriserar arten globalt som livskraftig.